# Park (namn)
Park är ett efternamn som är mycket vanligt i Korea men som också finns i andra delar av världen. Det koreanska familjenamnet skrivs först.

## Personer med efternamnet Park eller med varianter av detta namn

### Män
- Brad Park (född 1948), kanadensisk ishockeyspelare

- Park Chan-wook (född 1963). sydkoreansk manusförfattare och regissör
- Park Chanyeol (född 1992), sydkoreansk sångare och låtskrivare
- Pak Chol-Min (född 1982), nordkoreansk judoutövare
- Park Chu-young (född 1985), sydkoreansk fotbollsspelare
- Park Chung-hee (1917–1979), sydkoreansk general och politiker

- Dan Park (född 1968). svensk gatukonstnär
- Park Do-hun (född 1964), sydkoreansk handbollsspelare
- Park Dong-Hyuk (född 1979), sydkoreansk fotbollsspelare

- Park Eun-chul (född 1981), sydkoreansk brottare

- Gustav Park (1886–1968), svensk präst och samepolitisk aktivist
- Guy Brasfield Park (1872–1946), amerikansk politiker, demokrat, guvernör i Missouri

- Henrik Park (1918–1975), dansk konstnär
- Pak Hon-yong (1900–1956?), koreansk kommunistisk politiker
- Park Hyung-sik (född 1991), sydkoreansk sångare, dansare och skådespelare

- Park Jae-hong (född 1973), sydkoreansk basebollspelare
- Park Jang-Soon (född 1968), sydkoreansk brottare
- Park Ji-sung (född 1981), sydkoreansk fotbollsspelare
- Park Jin-man (född 1976), sydkoreansk basebollspelare
- Park Jong-ho (född 1973), sydkoreansk basebollspelare
- Park Jong-hoon (född 1965), sydkoreansk gymnast
- Park Jong-Woo (född 1989), sydkoreansk fotbollsspelare
- Park Joo-bong (född 1964), sydkoreansk badmintonspelare
- Park Joo-Ho (född 1987), sydkoreansk fotbollsspelare

- Park Kyung-mo (född 1975), sydkoreansk bågskytt
- Park Kyung-oan (född 1972), sydkoreansk basebollspelare

- Michael Park (1966–2005), brittisk rallykartläsare
- Mungo Park, flera personer
  - Mungo Park (golfspelare) (1836–1904), skotsk golfspelare
  - Mungo Park (upptäcktsresande) (1771–1806), skotsk upptäcktsresande i Afrika

- Pak Nam-Chol (fotbollsspelare född 1985), nordkorreansk fotbollsspelare
- Nick Park (född 1958), brittisk animatör och filmproducent

- Patrick Park (född 1977). amerikansk singer-songwriter och gitarrist
- Pak Pong-ju (född 1939), nordkoreansk politiker, premiärminister

- Ray Park (född 1974), brittisk stuntman och skådespelare
- Richard Park (född 1976), amerikansk ishockeyspelare

- Park Sang-young (född 1995), sydkoreansk fäktare
- Park Seok-jin (född 1972), basebollspelare
- Park Si-Hun (född 1965), sydkoreansk boxare
- Pak Song-chol (1913–2008), nrdkoreansk politiker, regeringschef
- Park Sung-soo (född 1970), sydkoreansk bågskytt

- Park Tae-hwan (född 1989), sydkoreansk simmare

- Pak Ui-chun (aktiv 2007–2014), nordkoreansk politiker, utrikesminister

- Willie Park Jr (1864–1925), skotsk golfspelare
- Willie Park Sr (1833–1903), skotsk golfspelare
- Park Won-soon (1956–2020), sydkoreansk politiker

- Park Young-Chul (född 1954), sydkoreansk judoutövare
- Park Young-dae (född 1964), sydkoreansk handbollsspelare

### Kvinnor
- Park Bom

- Park Chan-Suk
- Park Cho-a
- Park Cho-rong
- Park Chung-hee (handbollsspelare) (född 1975), sydkoreansk handbollsspelare

- Park Eun-sun

- Park Geun-hye
- Grace Park
- Grace Park (golfspelare)
- Park Gyu-ri

- Park Hae-Jung
- Park Hye-kyeong

- Inbee Park

- Park Jeong-hwa
- Park Jeong-lim
- Park Ji-yeon

- Park Kap-sook
- Karin Park

- Lena Park
- Linda Park

- Park Mi-Young
- Park Min-young

- Sandara Park
- Park Seung-hi
- Park Shin-hye
- Park So-jin
- Park So-yeon
- Park Soon-Ja
- Park Sung-hyun

- Park Yang-Gae
- Park Ye-eun
- Park Yeon-mi

- Pak Chong-ae
- Se-ri Pak
- Pak Yung-Sun